# Warlus (Paso de Calais)
 Warlus  es una población y comuna francesa, situada en la región de Norte-Paso de Calais, departamento de Paso de Calais, en el distrito de Arras y cantón de Beaumetz-lès-Loges.

## Demografía
| 259 | 223 | 221 | 305 | 385 | 377 |
| Para los censos de 1962 a 1999 la población legal corresponde a la población sin duplicidades (Fuente: INSEE [Consultar]) |     |     |     |     |     |